# Groupe Ircem
 (juillet 2013).
Si vous disposez d'ouvrages ou d'articles de référence ou si vous connaissez des sites web de qualité traitant du thème abordé ici, merci de compléter l'article en donnant les références utiles à sa vérifiabilité et en les liant à la section « Notes et références ».
Le groupe Ircem est un groupe paritaire de protection sociale à but non lucratif. Il gère la Retraite et la Prévoyance complémentaire, la Santé, la Prévention et l’Action sociale dédiées aux Emplois de la Famille et aux Services à la Personne.

## Acronyme
IRCEM est l'acronyme de Institution de prévoyance et Retraite Collective des Employés de Maison.

## Historique
Ircem Retraite est créé en 1973 par les partenaires sociaux et la première dotation pour l’action sociale est débloquée. 
Une Section Soins Santé est créée au sein de l’Ircem Retraite en 1988, qui devient Ircem Prévoyance six ans plus tard. Ircem Prévoyance est désignée gestionnaire de l’accord national de prévoyance des salariés du particulier employeur en 1999. Une filiale de l’Ircem Prévoyance est créée en 2012, la société Quatersperanto.
En 2001, l’Ircem Mutuelle est créée. 
Les partenaires sociaux confient à l'Ircem la gestion de l’accord de prévoyance national des assistantes maternelle du particulier employeur. 